# 百年樹
百年樹（ひゃくねんじゅ）は、鳥取県湯梨浜町内にある二十世紀梨の老木。

## 概要
鳥取県の名産である二十世紀梨は、地元の篤農家・北脇永治により、1904年（明治37年）に初めて鳥取県に導入された。この時の苗木10本のうち、根付いた木から枝が採取され、1906年（明治39年）に湯梨浜町久見に在住の農家、更田安左衛門が三朝町出身の農業技師・高田豊四郎からこの枝を譲り受けた。安左衛門が自らの果樹園にあった早生の赤梨に接ぎ木したところ、みごとな梨の木に成長した。その後も更田家により栽培が続けられたが、近年は、梨農家で組織する「百年会」などが主体となって栽培管理を実施している。
導入から110年が経過した今も多くの実をつけるが、近年は樹勢なども考慮し、台木の寄せ接ぎを行ったり、結果する数の調整などを行っている。

## 大きさ
幹周り約2m、東西約14m、南北約16mに広がる巨木である。

## 地元とのかかわり
毎年、湯梨浜町立東郷小学校の児童が、授業の一環として、交配や袋かけなどの作業を実施している。また、湯梨浜町が定めている「梨の日」（7月4日）には、百年樹の前で豊作を祈願し、記念式典が行われている。

## アクセス
湯梨浜町立東郷中学校の裏にある果樹園に生えており、町が作成した説明板が横に設置されているが、2019年現在も更田家の所有する果樹園であり、またイノシシなどの獣害を防ぐため、金網で周囲が囲われていて、関係者以外は中に入ることができない。
なお百年樹への道筋を示す案内看板が、周辺には全く設置されていないため、事前に観光パンフレット等で位置を確認してから向かうのが賢明である。

## その他
湯梨浜町内に、百年樹よりもさらに古いと言われる樹が存在しているが、これも個人の果樹園内にあり、非公開である。

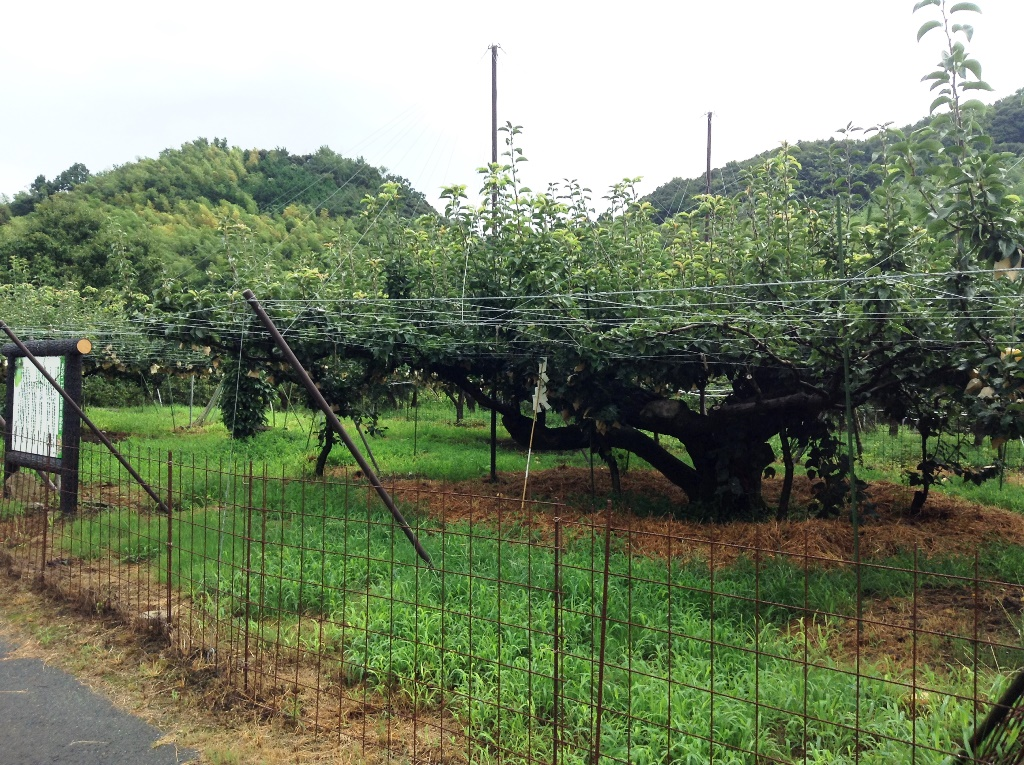
百年樹の近影。2019年8月23日撮影
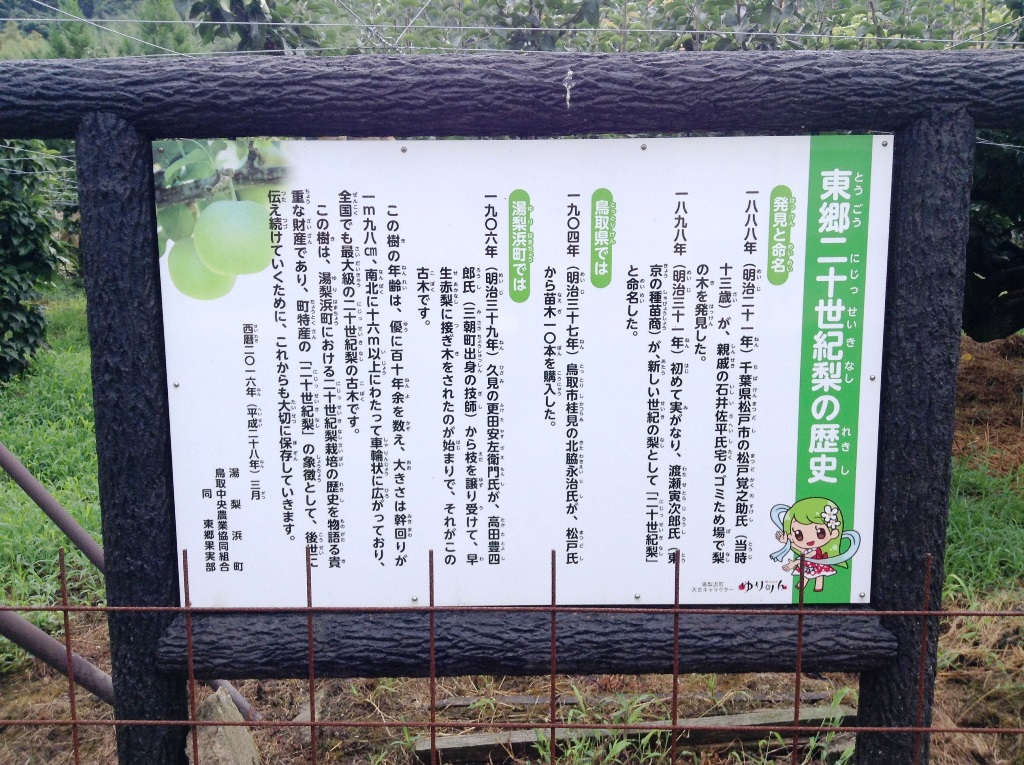
百年樹　看板。2019年8月23日撮影